# Communard

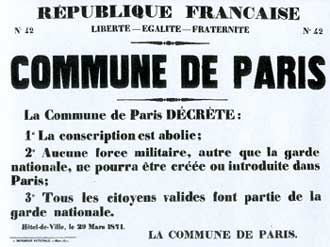
Informativo da comuna

Communard (aportuguesado comunardo) era a denominação dos membros e apoiadores da Comuna de Paris em 1871 formada e destruída no início da Guerra Franco-Prussiana e derrota francesa.
De acordo com o historiador Benedict Anderson, milhares deles fugiram para o exterior, 20 000 communards foram executados durante a Semaine Sanglante ("Semana Sangrenta") e 7 500 foram encarcerados ou deportados. Até a anistia geral durante os anos 1880, esta repressão truculenta, dirigida por Adolphe Thiers, minou o movimento dos trabalhadores Franceses durante os primeiros anos da Terceira República Francesa (1871-1940).
| “ | Em Março de 1871 a Comuna tomou o poder na cidade abandonada e o manteve por dois meses. Então Versailles se mobilizou para o momento do ataque e, em uma semana horripilante, executou em torno de 20 000 communards ou supostos simpatizantes, um número muito maior do que o de mortos durante a guerra recente ou durante o regime do Terror de Robespierre de 1793 a 1794. Mais de 7 500 deles foram aprisionados ou deportados para lugares como a Nova Caledônia. Outros milhares fugiram para a Bélgica, Inglaterra, Itália, Espanha e Estados Unidos. Em 1872 leis rigorosas tornaram-se vigentes e acabaram com qualquer possibilidade de organização da esquerda. Somente em 1880 houve uma anistia geral para os communards aprisionados ou exilados. Entretanto, a Terceira República que encontrava-se em um período de grande força suficiente para renovar e reforçar a expansão imperialista de Louis Napoleão na Indochina, África, e Oceania. Muitos grandes intelectuais e artistas franceses participaram da Comuna (Courbet quase se tornou seu ministro da cultura, Rimbaud e Pissarro eram propagandistas ativos) ou simpatizaram com ela. A repressão feroz em 1871 bem como a que se seguiu foi provavelmente o fator chave na alienação desses milieux da Terceira República e mostraram sua simpatia com suas vítimas na França e no exterior." | ” |

## Lista de communards notáveis

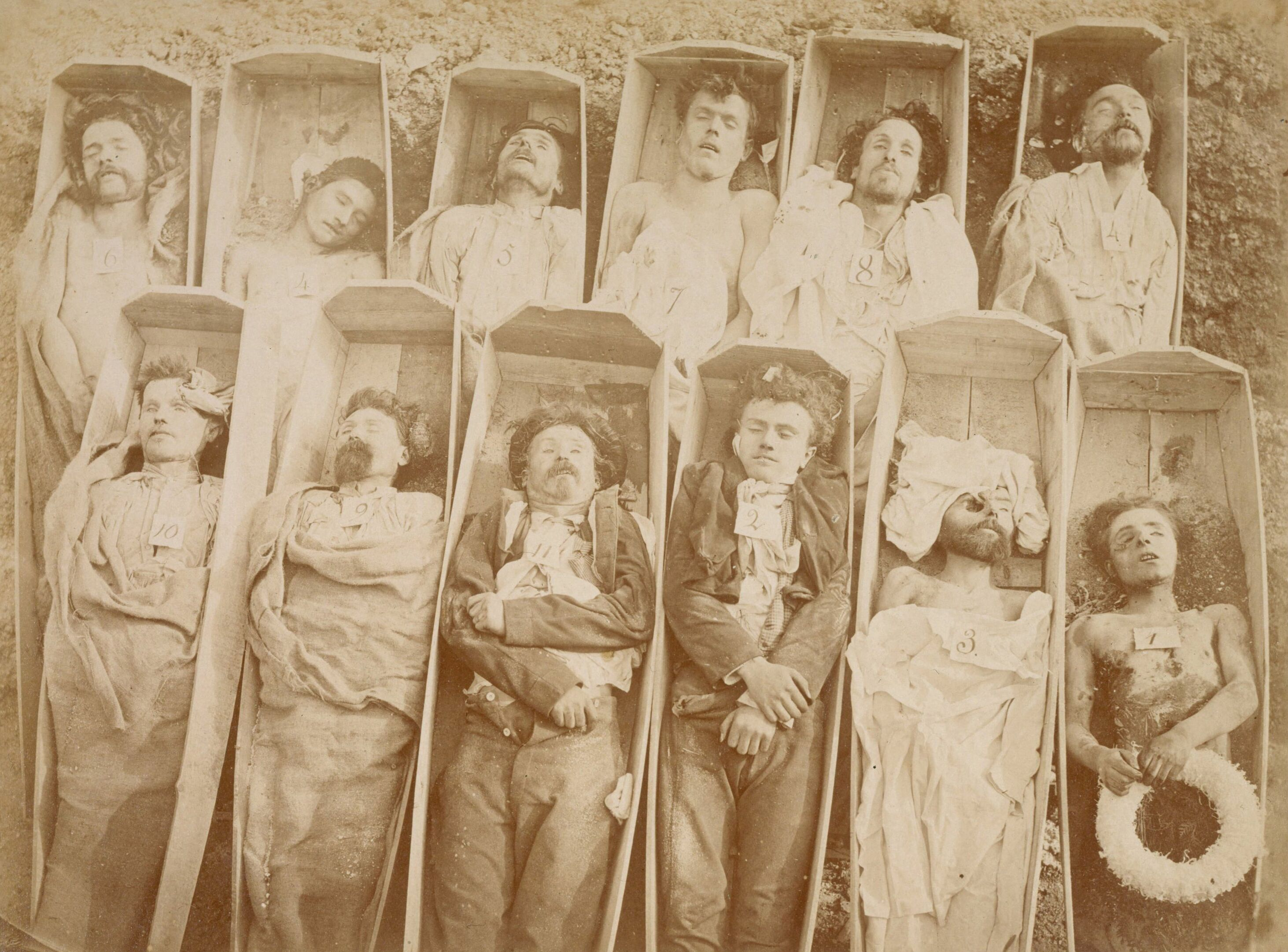
Communards assassinados e expostos em praça pública em 1871

- Pierre-Nicolas Beauvallet
- Gustave Courbet
- Fortuné Henry
- Nathalie Lemel
- Louise Michel
- Jean-Louis Pindy
- Eugène Pottier
- Élisée Reclus
- Louis Rossel
- Louis Eugène Varlin